# Чадрам
Чадрам (словен. Čadram) је насељено место у општини Оплотница, Подравска регија, Словенија.

## Историја
До територијалне реорганизације у Словенији био је у саставу старе општине Словенска Бистрица.

## Становништво
У попису становништва из 2011. године, Чадрам је имао 265 становника.
| Број становника према пописима | Број становника према пописима | Број становника према пописима |
| ------------------------------ | ------------------------------ | ------------------------------ |
| 1991                           | 2002                           | 2011                           |
| 228                            | 251                            | 265                            |

Напомена: Године 2017. извршене су мање размене територија између насеља Злогона Гора, Окошка Гора и Чадрам и између насеља Злогона Гора, Стража при Оплотници и Чадрам,.